# Crepidotus albescens
Crepidotus albescens es una especie de hongo del orden Agaricales, de la familia Crepidotaceae, perteneciente al género Crepidotus.

## Distribución geográfica
Es un hongo que se encuentra en Nueva Zelanda.